# Алмаседа
Алмаседа (порт. Almaceda; МФА: [aɫ.mɐ.ˈse.dɐ]) — парафія в Португалії, у муніципалітеті Каштелу-Бранку. Розташована в східній частині країни, на теренах історичної португальської провінції Бейра. Входить до складу округу Каштелу-Бранку. За адміністративним поділом, чинним до 1976 року, терени парафії були складовою провінції Нижня Бейра. Належить до Порталегрівсько-Каштелу-Бранківської діоцезії Католицької церкви. Патрон — святий Севастіан. Площа — 72,1927 км². Населення — 677 ос. (2011). Слабо урбанізований регіон. Густота населення — 9,38 осіб/км²
. Код — 050202.

## Населення
| Кількість мешканців | Кількість мешканців | Кількість мешканців | Кількість мешканців | Кількість мешканців | Кількість мешканців | Кількість мешканців | Кількість мешканців | Кількість мешканців | Кількість мешканців | Кількість мешканців | Кількість мешканців | Кількість мешканців | Кількість мешканців | Кількість мешканців |     |
| ------------------- | ------------------- | ------------------- | ------------------- | ------------------- | ------------------- | ------------------- | ------------------- | ------------------- | ------------------- | ------------------- | ------------------- | ------------------- | ------------------- | ------------------- | --- |
| 1864                | 1878                | 1890                | 1900                | 1911                | 1920                | 1930                | 1940                | 1950                | 1960                | 1970                | 1981                | 1991                | 2001                | 2011                |     |
| 1 429               | 1 520               | 1 672               | 1 837               | 1 994               | 2 039               | 1 685               | 2 375               | 2 607               | 2 535               | 1 987               | 1 421               | 1 216               | 943                 | 677                 | 614 |